# Caso Zapata
El Caso Zapata es el nombre que recibe una serie de denuncias periodísticas realizadas a partir del 3 de febrero de 2016 atribuyéndole al presidente de Bolivia Evo Morales la paternidad de un menor llamado Ernesto Fidel Morales Zapata, que luego se descubrió nunca había existido. La denuncia periodística fue lanzada y presentada como un escándalo nacional, pocos días antes del referéndum constitucional de Bolivia de 2016. 

## Hechos
La denuncia televisiva fue realizada por el periodista cruceño Carlos Valverde el 3 de febrero de 2016, mostrando en cámaras un certificado de nacimiento que decía que Evo Morales y Gabriela Zapata habían sido padre y madre de un menor de nombre Ernesto Fidel Morales Zapata, el 30 de abril de 2007. Las denuncias también le atribuyeron a Morales haber realizado tráfico de influencias a través de la Sra. Zapata. 
Morales declaró haber tenido un hijo con la mujer, pero que había sido informado que falleció poco después de nacer. Frente a esa situación Morales exigió judicialmente a la madre que lo presentara, atribuyéndole eventualmente violencia psicológica. El 6 de mayo de 2016 la jueza a cargo de la denuncia rechazó la demanda por considerar que no existían pruebas de que el niño realmente existiera. Poco días después, el mismo periodista que realizó la denuncia reconoció que el niño nunca había existido.
La denuncia periodística se inició pocos días antes del referéndum constitucional de Bolivia de 2016 y varios analistas afines al gobierno boliviano consideraron que resultó "determinante" para que Morales perdiera la elección. Uno que otro observador lo ha calificado como un caso de manipulación mediática y "guerra sucia electoral".